# Bahnbetriebswerk Gießen
Koordinaten: 50° 34′ 10,4″ N, 8° 39′ 14,2″ O

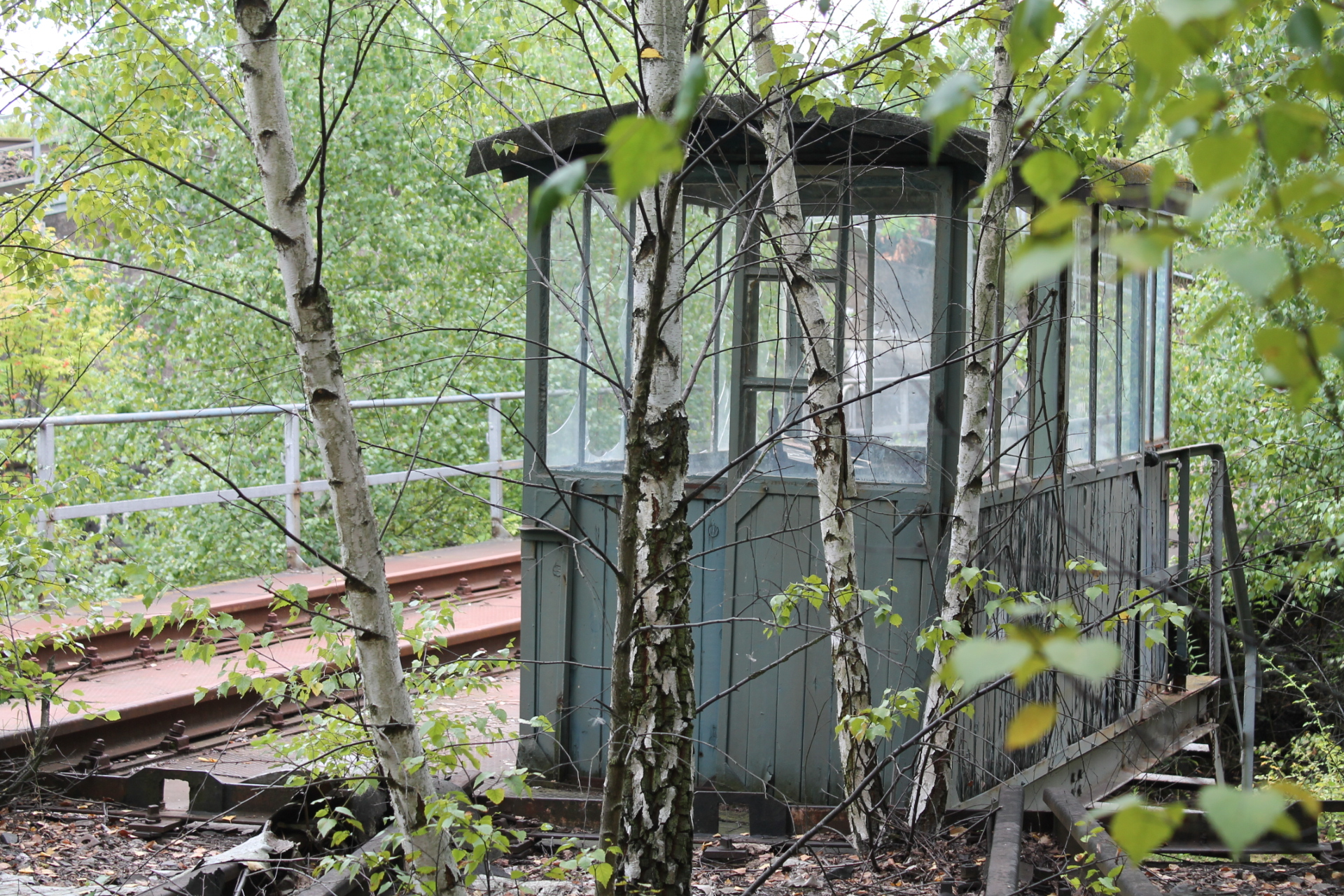
Die Drehscheibe I ist stark bewachsen.

Das Bahnbetriebswerk Gießen war ein bedeutendes Bahnbetriebswerk (Bw) der Bundesbahn-Direktion Frankfurt am Main. Es befand sich ca. 1400 m südlich vom Bahnhof Gießen. Da das Betriebswerk von Gleisen umgeben ist, ist es nur über eine Fußgängerbrücke bzw. per Gleis erreichbar. 1986 arbeiteten hier insgesamt 950 Mitarbeiter. Die Lokschuppen- und Bedienstetenhäuser sind ein geschütztes Kulturdenkmal. Der Lokschuppen wurde 2003 stillgelegt.

## Aufbau
Das Betriebswerk bestand aus zwei Ringlokschuppen, zwei Drehscheiben jeweils mit standardisierten Durchmessern von 23 Metern, einem Übernachtungsheim für Lokführer sowie mehreren Verwaltungsgebäuden (Baujahr: 1900, Frankfurter Straße 134–144). Der südliche Ringlokschuppen I war nach Osten hin ausgerichtet, der nördliche Ringlokschuppen II (Baujahr um 1894) Richtung Westen. Beide Lokschuppen waren durch eine Halle verbunden und hatten zwei Verbindungsgleise, die jeweils an den Drehscheiben endeten. Den Lokschuppen II hatte man nach dem Zweiten Weltkrieg nur teilweise wieder errichtet. Den freigewordenen Platz, sowie die Drehscheibe, hatte man mit Oberleitung versehen, um Elektrolokomotiven abstellen zu können.
In der Verlängerung der ersten beiden Schuppengleise des Lokschuppens II befindet sich eine Halle, die mit einem Hallenkran und Spindelhebeböcken ausgerüstet war. Dort erfolgte der Tausch von Großbauteilen, wie Motoren, Getrieben oder Drehgestellen bei den in Gießen beheimateten Diesellokomotiven.
Zwischen dieser Halle und der Lokleitung mit Unterrichts- und Übernachtungsräumen für die Lokpersonale befand sich eine Ausbildungswerkstatt für ungefähr 40 Auszubildende, die in dreieinhalb Jahren zu Maschinenschlossern ausgebildet wurden. 1978 wurde die Ausbildungswerkstatt der Fahrleitungsmeisterei Wetzlar integriert, so dass nun noch etwa 40 Auszubildende für den Ausbildungsgang Energieanlagenelektroniker hinzukamen. Angegliedert an die Ausbildungswerkstatt war eine Schmiede, ferner fand sich in diesem Gebäudeteil die Werkstatt der Betriebsschlosser (M-Gruppe) und die Büroräume der Gruppenleiter.

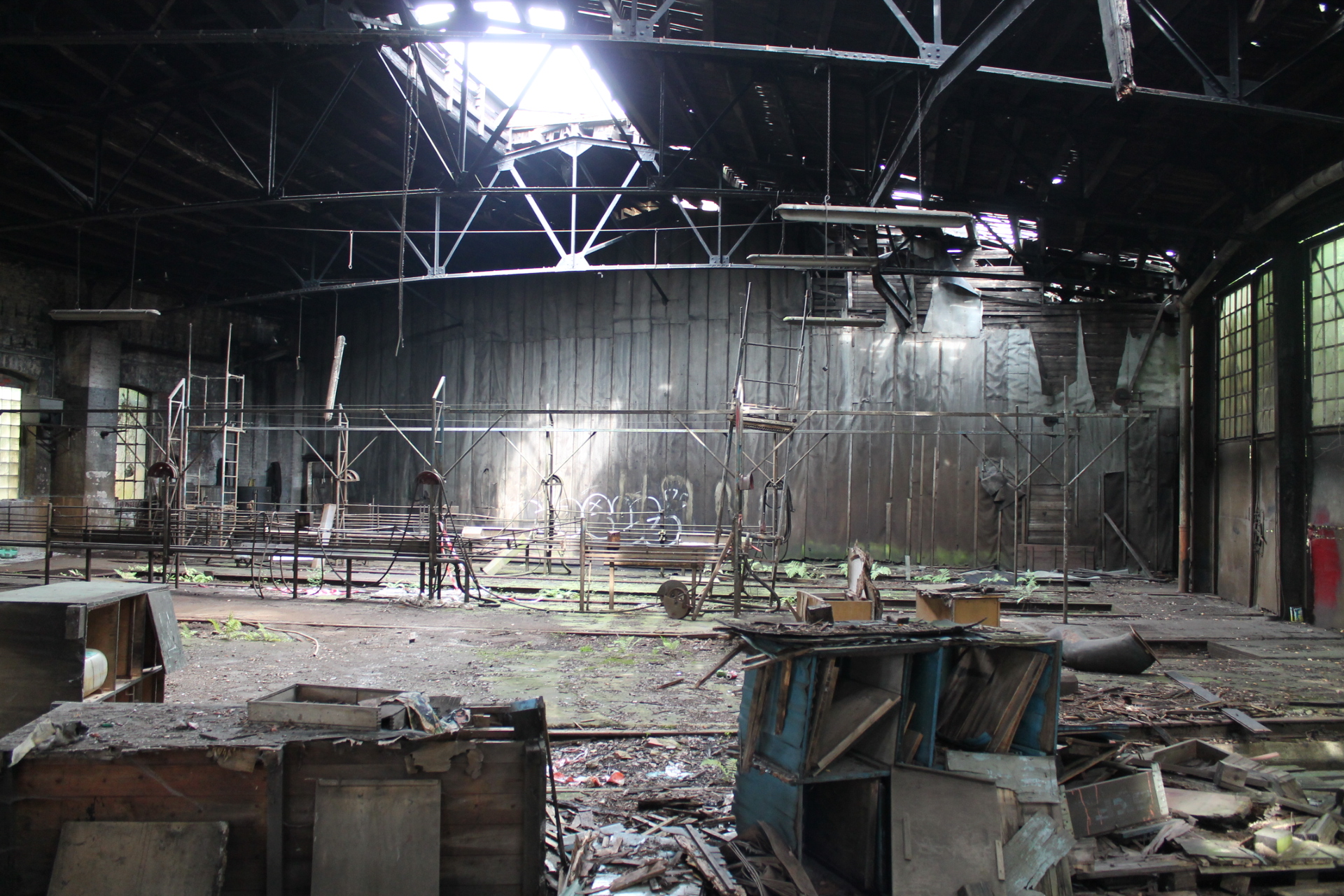
Der Lokschuppen I verfällt zunehmend.

## Geschichte
Das Bahnbetriebswerk wurde 1850 errichtet, die beiden Lokschuppen stammen aus den Jahren 1896 und 1900. Bis zum Zweiten Weltkrieg wurde das Betriebswerk immer wieder erweitert. Bei einem Luftangriff im Jahre 1944 wurde es schwer zerstört. Erst 1952 war das Bahnbetriebswerk wieder aufgebaut.
Durch den Rückgang von Dampflokomotiven stellte man die Struktur des Bahnbetriebswerk 1965 auf verschiedene Diesellokomotiven um. Das Bw Giessen übernahm 1981 die Betriebswerke in Dillenburg und Marburg, 1991 kam dann noch Limburg dazu.
Am 1. September 2003 wurden sämtliche Fahrzeuge zum Bw Mainz-Bischofsheim umstationiert und das Bw wurde aufgelöst. Seitdem wurden bei einigen Gebäuden die Fenster und Türen verschraubt.
Der südliche Lokschuppen I verfällt, wogegen der nördliche Lokschuppen II noch einen recht guten Zustand aufweist. Die südliche Drehscheibe ist stark von Birken bewachsen, die nördliche hingegen befindet sich noch in einem deutlich besseren Zustand.

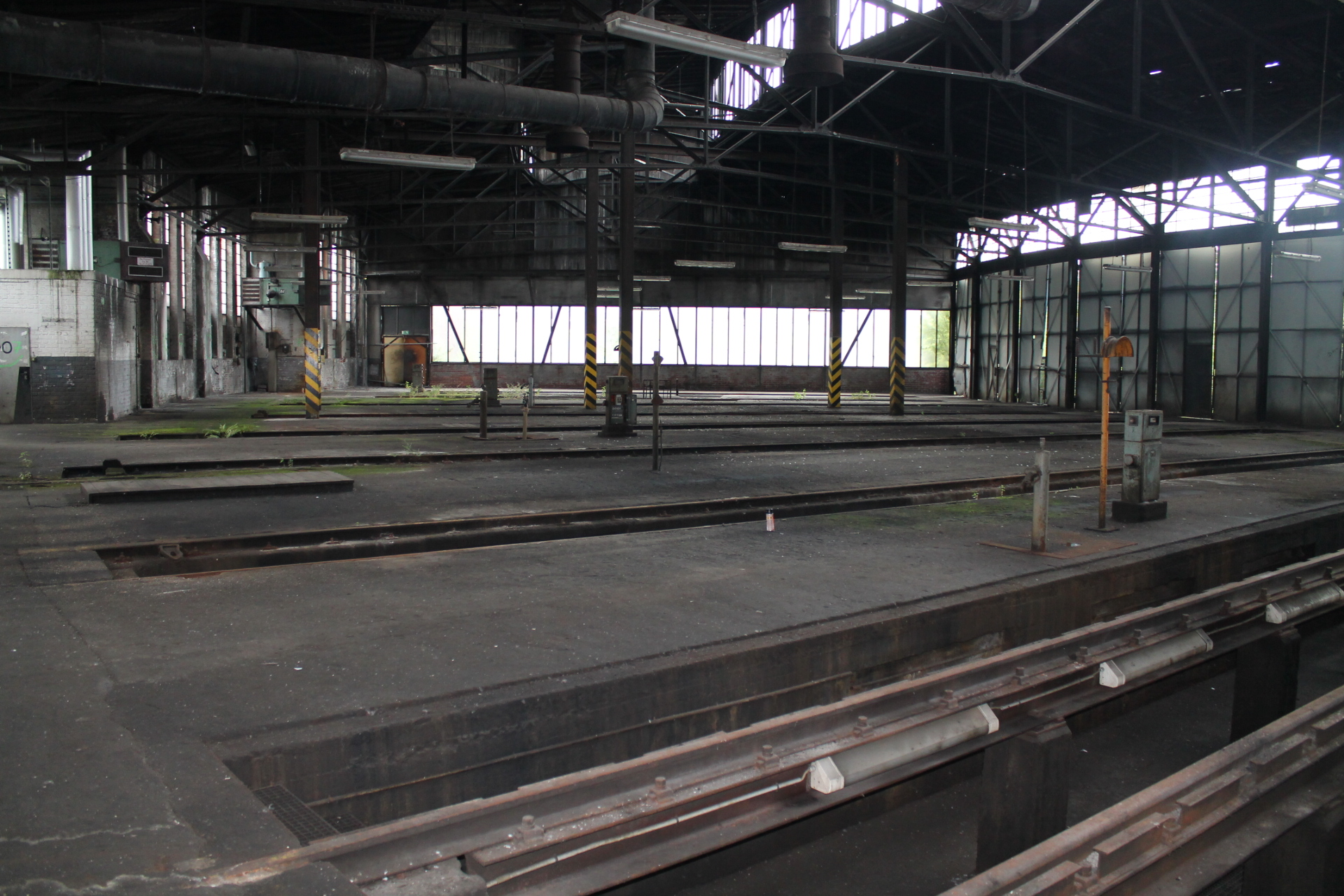
Der Lokschuppen II hat noch einen recht guten Zustand.

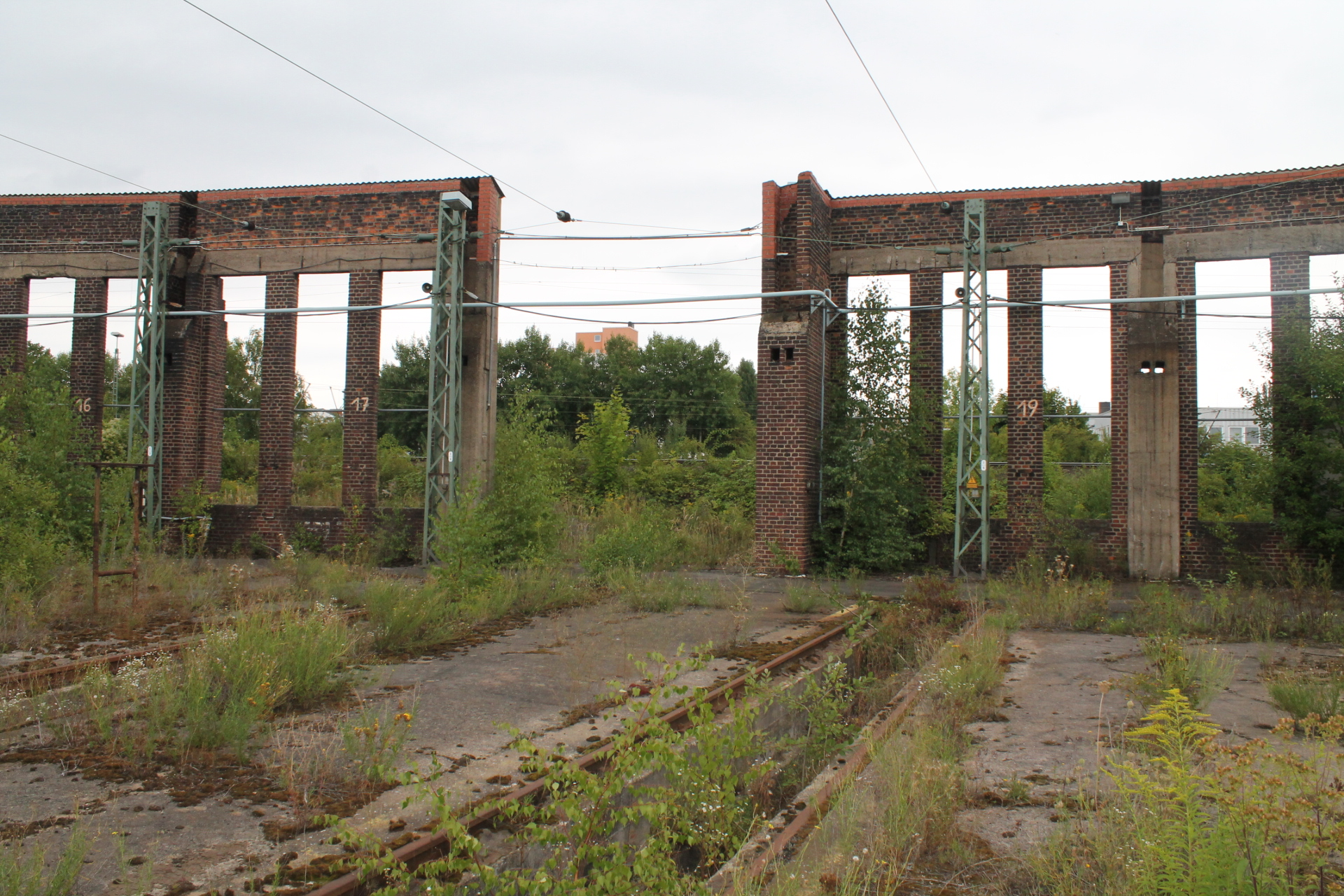
Ein Teil des Ringlokschuppen II wurde nicht wieder aufgebaut und bot Platz für E-Loks.

## Fahrzeuge
Eine Besonderheit zur Dampflokzeit war die Stationierung der beiden einzigen Loks der Baureihe 66 in Gießen von 1960 bis 1967.

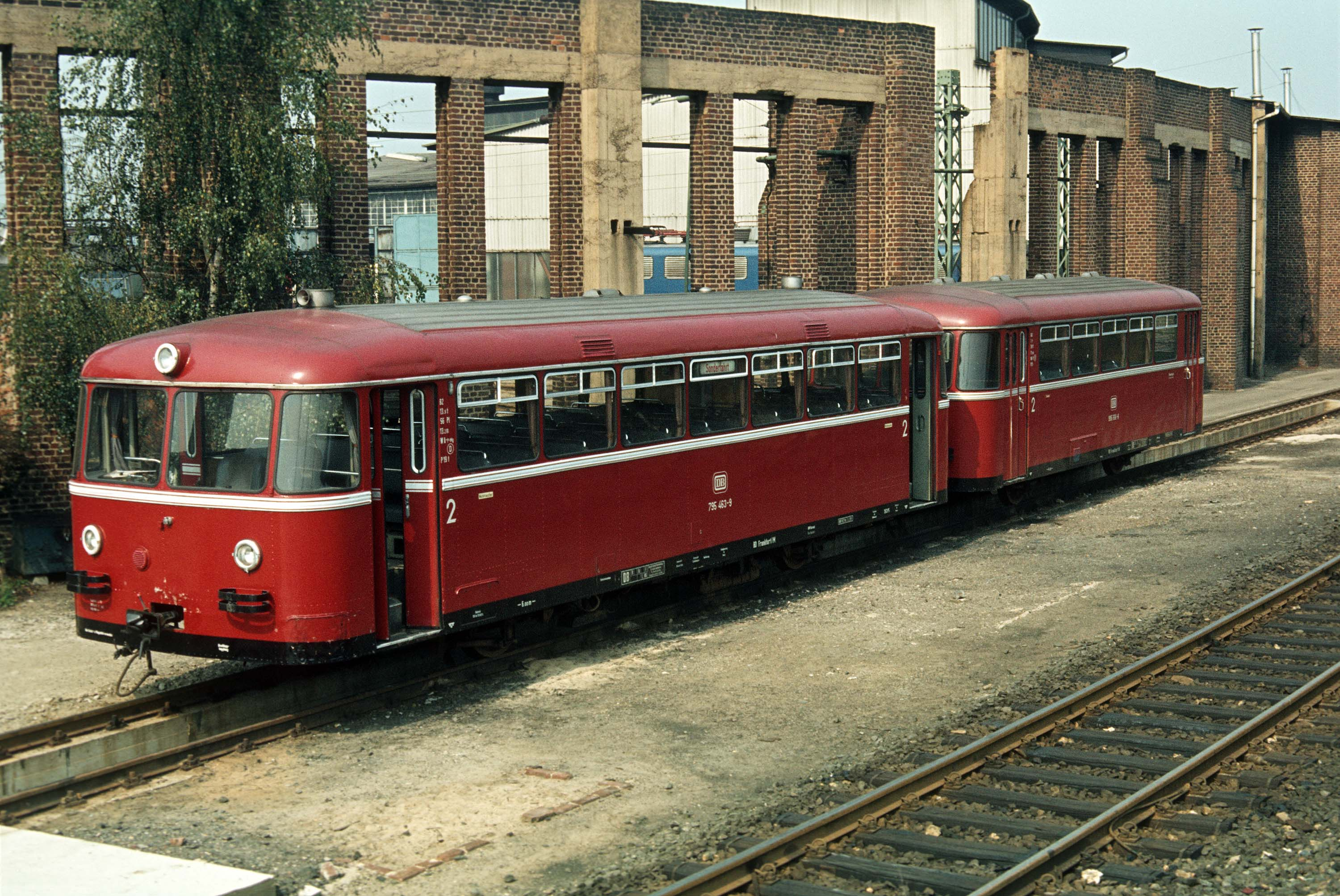
Schienenbus 795 463 mit Beiwagen im Bahnbetriebswerk Gießen, 1978

In Gießen wurden zuletzt Diesellokomotiven und Schienenbusse unterhalten. Etwa 200 m südwestlich des Bw Gießen sind noch drei Schienenbusse und sechs Bei-/Steuerwagen der Oberhessischen Eisenbahnfreunde (OEF) abgestellt, die teilweise betriebsfähig sind.
| Baureihe | Nummern |
| -------- | --- |
| 211      | 121, 125–132, 169–181, 184, 185, 186, 254–260, 267                                                                                           |
| 212      | 368–374 |
| 213      | 332–341 |
| 216      | 022, 023, 104–118, 125–129, 189–198 |
| 260      | 179, 180, 403, 422, 531, 533 |
| 261      | 213, 214 |
| 290      | 087, 141–143, 236 |
| 323      | 091, 143, 336, 597, 694, 821, 855 |
| 332      | 030, 045, 214, 227, 316 |
| 333      | 111, 157 |
| 701      | 014, 099, 104 |
| 798      | 517, 518, 520, 538, 562, 565, 566, 572–575, 589, 590, 592, 601, 602, 604, 621, 655, 663, 694, 695, 696, 722–730, 744, 745, 761, 807–810, 829 |
| 998 (VB) | 017, 118, 129, 139, 142, 156, 157, 159, 161, 163, 164, 167, 168, 170–172, 174, 183, 235, 238, 243–248, 273, 274, 279–285, 293, 315, 320      |
| 998 (VS) | 695, 724–731, 764, 765, 767, 775–780, 838–,842, 844–846, 850, 852, 853, 855–857, 859, 860, 899, 900, 903–905, 913, 918, 920                  |

## Zukunft
Nach der Schließung des Bw gab es verschiedene Überlegungen, was mit dem Bahnbetriebswerk passieren soll. Ein Plan sah vor, die Gebäude abzureißen und die Gleise Richtung Wetzlar durch das Gelände zu verlegen. Bisher verlaufen die Gleise nach Wetzlar ziemlich weit außen und kreuzen hinter dem Bw die Gleisanlagen mit verschiedenen Brücken.
Bodenproben auf dem Gelände ergaben allerdings eine ziemlich starke Umweltbelastung, so dass bei einem Umbau das Erdreich um mehrere Meter abgetragen werden müsste. Als Industriegelände eignet sich das Gelände nicht, da es nicht mit dem Auto erreichbar ist. Dennoch beabsichtigen der Verein „Historisches Bahnbetriebswerk Gießen e.V.“ aus dem Bw ein lebendiges Eisenbahnmuseum zu machen.